# Октябрьская (Липецкая область)
Октябрьская — упраздненная деревня в Добринском районе Липецкой области. Располагалась на территории современного Дубовского сельсовета. Исключена из учётных данных в 1987 году.

## География
Располагалась у региональной трассы 42К045 «Грязи-Хворостянка-Добринка», у моста через безымянный ручей притока реки Лукавка, в 2,8 км к юго-западу от деревни Садовая. На границе с Грязинским районом.

## История
Деревня состояла из 50 дворов, в ней располагалась начальная школа. В годы коллективизации организован колхоз имени Крупской. С 1957 года деревня стала 3-м отделением птицесовхоза «Пушкинский».
В 1960 году указом Президиума Верховного Совета РСФСР деревня Архисвятка переименована в Октябрьскую.
На основании Указа Президиума Верховного Совета РСФСР от 1 февраля 1963 года вошла в Добринский район Липецкой области.

## Население
Люди стали покидать это место ещё в 1960-е годы, а последний житель уехал в 1986 году. На топографических картах середины 1980-х годов в деревне значиться 8 жителей.